# Kwakówko
Kwakówko – część osady Kwakowo w Polsce położona w województwie zachodniopomorskim, w powiecie szczecineckim, w gminie Szczecinek.
Miejscowość wchodzi w skład sołectwa Kwakowo.